# Недзьведзь (Келецький повіт)
Недзьведзь (пол. Niedźwiedź) — село в Польщі, у гміні Стравчин Келецького повіту Свентокшиського воєводства.
Населення — 422 особи (2011).
У 1975-1998 роках село належало до Келецького воєводства.

## Демографія
Демографічна структура на день 31 березня 2011 року:
|          | Загалом | Допрацездатний вік | Працездатний вік | Постпрацездатний вік |
| -------- | ------- | ------------------ | ---------------- | -------------------- |
| Чоловіки | 208     | 48                 | 141              | 19                   |
| Жінки    | 214     | 43                 | 135              | 36                   |
| Разом    | 422     | 91                 | 276              | 55                   |